# Rufus! Rufus! Rufus! Does Judy! Judy! Judy!: Live from the London Palladium
Rufus! Rufus! Rufus! Does Judy! Judy! Judy!: Live from the London Palladium es un DVD de música del cantante y compositor canadiense-estadounidense Rufus Wainwright, publicado a través de Geffen Records en diciembre de 2007. Es una grabación de su concierto tributo a la cantante y actriz Judy Garland, efectuado el 25 de febrero de 2007 en el London Palladium. El DVD complemente el lanzamiento del doble disco nominado a un premio Grammy, Rufus Does Judy at Carnegie Hall, que contiene canciones tributo al famoso concierto de Garland que ella ya plasmó en Judy at Carnegie Hall. El DVD incluye varias canciones que no aparecen en la versión álbum.
El DVD incluye la participación de Martha Wainwright ("Stormy Weather", "Someone to Watch Over Me"), una de las hijas de Garland, Lorna Luft ("After You've Gone", "Hello Bluebird"), junto a Kate McGarrigle (piano—"Over the Rainbow" y "Ev'ry Time We Say Goodbye").

## Los conciertos tributo
Finalmente, los conciertos tributo de Wainwright fueron un total de seis gracias a la demanda popular. Después de que se agotasen las entradas para el primer concierto del 14 de junio de 2006 en el Carnegie Hall de Nueva York, se añadió un segundo concierto para la noche siguiente. Debido al incremento en la demanda se programaron tres conciertos más en Europa: 18 de febrero de 2007 en el London Palladium de Londres, 20 de febrero en L'Olympia de París y 25 de febrero nuevamente en el London Palladium. El último show fue el 23 de septiembre de 2007 en el Hollywood Bowl de Los Ángeles, California.

## Lista de canciones
1. Overture: "The Trolley Song" / "Over the Rainbow" / "The Man That Got Away"
(Ralph Blane, Hugh Martin) / (Harold Arlen, Yip Harburg) / (Arlen, Ira Gershwin) – 5:26
2. "When You're Smiling (The Whole World Smiles With You)" (Mark Fisher, Joe Goodwin, Larry Shay) – 3:37
3. Medley: "Almost Like Being in Love" / "This Can't Be Love"
(Alan Jay Lerner, Frederick Loewe) / (Richard Rodgers, Lorenz Hart) – 6:20
4. "Do It Again" (George Gershwin, Buddy DeSylva) – 6:01
5. "You Go to My Head" (J. Fred Coots, Haven Gillespie) – 2:47
6. "Alone Together" (Howard Dietz, Arthur Schwartz) – 3:57
7. "Who Cares? (As Long as You Care for Me)" (G. Gershwin, I. Gershwin) – 1:44
8. "Puttin' on the Ritz" (Irving Berlin) – 1:52
9. "How Long Has This Been Going On?" (G. Gershwin, I. Gershwin) – 4:56
10. "Just You, Just Me" (Jesse Greer, Raymond Klages) – 1:21
11. "The Man That Got Away" (Arlen, I. Gershwin) – 4:28
12. "San Francisco" (Walter Jurmann, Gus Kahn, Bronislaw Kaper) – 4:58
13. "That's Entertainment!" (Dietz, Schwartz) – 4:20
14. "I Can't Give You Anything But Love" (Dorothy Fields, Jimmy McHugh) – 7:40
15. "Come Rain or Come Shine" (Arlen, Johnny Mercer) – 4:27
16. "You're Nearer" (Rodgers, Hart) – 2:00
17. "A Foggy Day" (G. Gershwin, I. Gershwin) – 3:16
18. "If Love Were All" (Noël Coward) – 2:43
19. "Zing! Went the Strings of My Heart" – (J. F. Hanely) – 4:04
20. "Stormy Weather" (Arlen, Ted Koehler) – 5:44 (canta Martha Wainwright)
21. Medley: "You Made Me Love You" / "For Me and My Gal" / "The Trolley Song"
(Joseph McCarthy, James V. Monaco, Roger Edens) / (George W. Meyer, Edgar Leslie, E. Ray Goetz) / (Blane, Martin) – 4:42
22. "Rock-a-Bye Your Baby with a Dixie Melody" (Sam M. Lewis, Fred Schwartz, Joe Young) – 4:55
23. "Over the Rainbow" (Arlen, Harburg) – 4:47 – 5:02 (con Kate McGarrigle, piano)
24. "Swanee" (Irving Caesar, G. Gershwin) – 1:50
25. "After You've Gone" (Henry Creamer, Turner Layton) – 4:57 (dueto con Lorna Luft)
26. "Chicago" (Fred Fisher) – 4:35
27. "Get Happy" (Arlen, Koehler) – 4:21
28. "Hello Bluebird" – 5:12 (performed by Lorna Luft)
29. "Someone to Watch Over Me" (G. Gershwin, I. Gershwin) – 4:21 (cantan Martha Wainwright y Kate McGarrigle)
30. "Ev'ry Time We Say Goodbye" (Cole Porter) – 3:13 (con Kate McGarrigle, piano)
31. "San Francisco [Reprise]" – 6:37
32. Credits – 0:52

## Personal
- Frank Filipetti – mezcla
- Lorna Luft – cantante
- Kate McGarrigle – piano
- Stephen Oremus – director de orquesta, director musical
- Barry Taylor – productor ejecutivo
- Martha Wainwright – cantante
- Rufus Wainwright – cantante